# Bez strakha i uprjoka
Bez strakha i uprjoka (russisk: Без страха и упрёка) er en sovjetisk spillefilm fra 1962 af Aleksandr Mitta.

## Medvirkende
- Nikolaj Burljaev som Jura Sorokin
- Alla Vitruk som Tosja
- Viktor Glazkov som Vadik Koval
- Savelij Kramarov som Svetik Savjolov
- Nikolaj Volkov